# Dumas, Mississippi
Dumas är en kommun (town) i Tippah County i Mississippi. Kommunen har fått sitt namn efter bosättaren Jackson Deberry Dumas. Vid 2020 års folkräkning hade Dumas 471 invånare.